# Павлов, Андрей Павлович
Андре́й Па́влович Па́влов (23 мая 1952, Красноярск) — советский и российский историк, доктор исторических наук, профессор Санкт-Петербургского государственного университета, старший научный сотрудник Санкт-Петербургского института истории Российской академии наук.

## Биография
В 1973 году окончил исторический факультет Ленинградского государственного педагогического института им. А. И. Герцена. Защитил дипломную работу под руководством профессора Р. Г. Скрынникова «Состав Боярской думы в конце XVI — начале XVII в. (царствования Федора Ивановича, Бориса Годунова, Лжедмитрия I)». После службы в Советской армии (1973—1974) работал ассистентом кафедры истории в Красноярском государственном педагогическом институте (1974—1975). Был аспирантом очной аспирантуры Ленинградского отделения Института истории СССР АН СССР (1975—1978); научный руководитель профессор Н. Е. Носов. В 1979 году защитил кандидатскую диссертацию «Правящие слои московского общества при Борисе Годунове (1598—1605 гг.): опыт социально-политической характеристики». В 1979—2005 годах — научный сотрудник (с 1994 года — ведущий научный сотрудник) Санкт-Петербургского института истории РАН (Ленинградского отделения Института истории АН СССР). В 1993 году защитил диссертацию на соискание учёной степени доктора исторических наук по специальности 00.00.02 — Отечественная история по теме «Государев двор и политическая борьба при Борисе Годунове (1584—1605 гг.)». Диссертация защищалась по одноименной монографии, изданной в 1992 году издательством «Наука».
В 2005—2008 годах — профессор кафедры истории России и зарубежных стран Республиканского гуманитарного института СПбГУ.
С 2008 года — профессор кафедры истории России с древнейших времен до XX века исторического факультета СПбГУ.

## Основные работы
Автор более 100 научных публикаций по русской истории XVI—XVII веков, в том числе 2 монографий и разделов в коллективных монографиях. В область научных интересов учёного входят проблемы политической истории Русского государства, источниковедение и историография.

### Монографии
- Государев двор и политическая борьба при Борисе Годунове (1584—1605 гг.). СПб., 1992.
- Ivan The Terrible. London, «Profiles in power», 2003 (совм. с М. Перри[англ.]).

### Коллективные труды
- Акты социально-экономической истории Севера России конца XV—XVI в.: Акты Соловецкого монастыря. 1572—1584 гг. / Автор именного и географ. указателей. Л., 1990.
- Власть в Сибири. XVI — начало XX в. / Автор биографич. очерков 37 сибирских воевод и судей Сибирского приказа. 2-е изд., перераб. и дополн. Новосибирск, 2005.
- Правящая элита Русского государства второй половины XVI — первой половины XVII вв. // Правящая элита Русского государства IX — начала XVIII вв. (Очерки истории). СПб., 2006.

### Публикации источников и научного наследия
- Станиславский А. Л. Труды по истории государева двора в России XVI—XVII вв. / Подгот. к печати, вступит. статья. (совм. с Л. Н. Простоволосовой, В. Н. Козляковым). М., 2004.
- Памятники истории Восточной Европы. Источники XV—XVII в. Т. 8. Осадный список 1618 г. М.; Варшава, 2009 (совм. с Ю. В. Анхимюком).
- Ценный источник по истории русского дворянства XVII в. (Материалы жилецкого разбора 1643 г.) // Российское государство в XIV—XVII вв. Сб. статей, посвященный 75-летию со дня рождения Ю. Г. Алексеева. СПб., 2002;
- Местнический памфлет Алферьевых против «новых бояр» // Архив русской истории. Вып. 7. М., 2002 (совм. с Ю. В. Анхимюком).

### Учебные пособия
- Судьбы самодержавия и земства в России XVI века (опричнина Ивана Грозного) // История России: народ и власть. Из лекций, прочитанных в российских университетах (Рекомендовано Мин. общего и проф. образования РФ для использования в учебном процессе со студентами вузов). СПб., 1997; 2-е изд. СПб., 2001.